# Come Find Yourself
Come Find Yourself — дебютный студийный альбом группы Fun Lovin’ Criminals. Был выпущен 20 февраля 1996 года.

## Список композиций
1. «The Fun Lovin' Criminal» — 3:11
2. «Passive/Aggressive» — 3:33
3. «The Grave and the Constant» — 4:46
4. «Scooby Snacks» — 3:04
5. «Smoke 'Em» — 4:45
6. «Bombin' the L» — 3:51
7. «I Can’t Get with That» — 4:24
8. «King of New York» — 3:46
9. «We Have All the Time in the World» (John Barry, Hal David) — 3:41
10. «Bear Hug» — 3:27
11. «Come Find Yourself» — 4:19
12. «Crime and Punishment» — 3:19
13. «Methadonia» — 4:04
14. «I Can’t Get with That (Schmoove Version)» — 5:34
15. «Coney Island Girl» — 1:28